# Super Bowl II
Super Bowl II je bio utakmica između pobjednika AFL lige Oakland Raidersa i pobjednika NFL lige Green Bay Packersa na kraju sezone 1967. godine, a završila je pobjedom Packersa rezultatom 33:14, koji su tako osvojili svoj drugi Super Bowl, također drugi zaredom. 
Utakmica je odigrana na stadionu Miami Orange Bowl u Miamiju, u Floridi.

## Tijek utakmice
| Četvrtina | Vrijeme | Momčad | Informacija o promjeni rezultata                                                       | Rezultat | Rezultat |
| Četvrtina | Vrijeme | Momčad | Informacija o promjeni rezultata                                                       | Raiders  | Packers  |
| --------- | ------- | ------ | -------------------------------------------------------------------------------------- | -------- | -------- |
| 1         | 9:53    | GB     | field goal Chandler                                                                    | 0        | 3        |
| 2         | 11:52   | GB     | field goal Chandler                                                                    | 0        | 6        |
| 2         | 10:50   | GB     | touchdown dodavanjem (Starr-Dowler), uspješan pokušaj za dodatni poen (Chandler)       | 0        | 13       |
| 2         | 6:15    | OAK    | touchdown dodavanjem (Lamonica-Miller), uspješan pokušaj za dodatni poen (Blanda)      | 7        | 13       |
| 2         | 0:01    | GB     | field goal Chandler                                                                    | 7        | 16       |
| 3         | 5:54    | GB     | touchdown probijanjem (Anderson), uspješan pokušaj za dodatni poen (Chandler)          | 7        | 23       |
| 3         | 0:02    | GB     | field goal Chandler                                                                    | 7        | 26       |
| 4         | 11:03   | GB     | touchdown nakon osvojene lopte (Adderley), uspješan pokušaj za dodatni poen (Chandler) | 7        | 33       |
| 4         | 9:13    | OAK    | touchdown dodavanjem (Lamonica-Miller), uspješan pokušaj za dodatni poen (Blanda)      | 14       | 33       |

## Statistika utakmice

### Statistika po momčadima
| Statistika                                                      | Oakland Raiders | Green Bay Packers |
| --------------------------------------------------------------- | --------------- | ----------------- |
| Prvih pokušaja                                                  | 16              | 19                |
| Ukupno osvojenih jardi                                          | 293             | 322               |
| Broj napada probijanjem                                         | 20              | 41                |
| Ukupno jardi osvojenih probijanjem                              | 107             | 160               |
| Broj napada s kompletiranim dodavanjem/ukupno napada dodavanjem | 15/34           | 13/24             |
| Ukupno jardi osvojenih dodavanjem                               | 186             | 162               |
| Izgubljenih lopti                                               | 3               | 0                 |
| Prekršaji (izgubljenih jardi)                                   | 4 (31)          | 1 (12)            |
| Vrijeme posjeda lopte (min:s)                                   | 24:06           | 35:54             |

### Statistika po igračima

#### Najviše jardi dodavanja
| Quarterback           | Dodavanja* | Yds** | TD*** | Int**** |
| --------------------- | ---------- | ----- | ----- | ------- |
| Daryle Lamonica (OAK) | 15/34      | 208   | 2     | 1       |
| Bart Starr (GB)       | 13/24      | 202   | 1     | 0       |

#### Najviše jardi probijanja
| Igrač               | Pokušaja* | Yds** | TD*** |
| ------------------- | --------- | ----- | ----- |
| Hewritt Dixon (OAK) | 12        | 54    | 0     |
| Ben Wilson (GB)     | 17        | 62    | 0     |

#### Najviše uhvaćenih jardi dodavanja
| Igrač             | Dodavanja* | Yds** | TD*** |
| ----------------- | ---------- | ----- | ----- |
| Bill Miller (OAK) | 5/6        | 84    | 2     |
| Boyd Dowler (GB)  | 2/4        | 71    | 1     |

Napomena: * - broj kompletiranih dodavanja/ukupno dodavanja, ** - ukupno jardi dodavanja, *** - broj touchdownova (polaganja), **** - broj izgubljenih lopti